# 安東·紹特

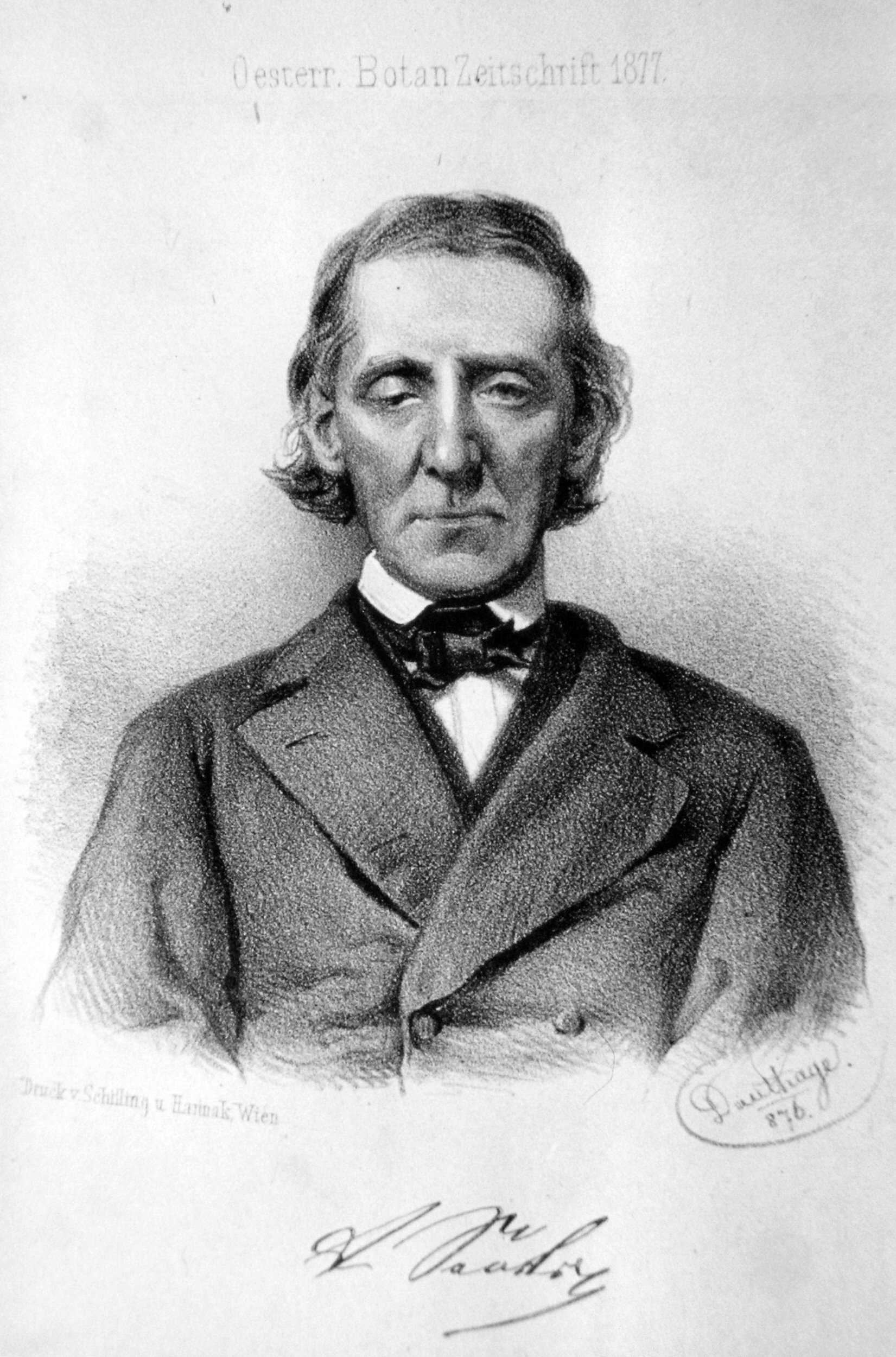
安東·紹特

安東·紹特（Anton Eleutherius Sauter，1800年4月18日—1881年4月6日）是一名奥地利植物学家和医学家。

## 生平
安東·紹特出生在萨尔茨堡。他的父亲是一个官员。他出生后不久他家迁居到維爾芬。1802年他的弟弟在那里出生。他的弟弟后来成为一个很有名的林业管理人，成为因斯布鲁克林业局的局长。他的小弟费迪南·绍特成为一名作家。
紹特很早就开始对植物学感兴趣。他最喜欢的植物始终是黑嚏根草（Helleborus niger）。1807年他父亲逝世。母亲和三个孩子搬到萨尔茨堡。1809年至1812年紹特在这里读中学。在这里他结识了两名植物学家，他们对他有很大的影响。19岁时紹特首先到格拉茨学哲学，1820年到维也纳学医。1826年他成为医学士毕业。他的毕业论文是关于维也纳周围的地理植物学。他的教授也是一名植物学家。他很快成为雷根斯堡植物学会的成员，他经常在该学会的杂志中发表文章。
1828年紹特到萨尔茨堡的一座医院里任医生，同年该到蒂罗尔基茨比厄爾任法医。1829年他到布雷根茨，1830年到滨湖采尔任区医生。从1838年开始他住在米特西爾。1871年8月21日他退休。为他的行医工作他获得了一枚勋章。
紹特研究了萨尔茨堡州的植物相并写了一本内容非常广泛的书。東阿爾卑斯山脈的许多植物是他首次描述的。一个属和17个种以他命名。